# لندن لايونز (كرة سلة)
لندن لايونز (بالإنجليزية: London Lions)‏ هو فريق كرة سلة إنجليزي تأسس في سنة 1977 يقع في لندن. يلعب في دوري كرة السلة البريطاني. يستضيف مبارياته في كوبر بوكس التي تتسع لـ 7500 متفرج.

## وصلات خارجية
- الموقع الرسمي